# Ustilaginomycetes
Els ustilaginomicets (Ustilaginomycetes) són una classe de fongs del fílum dels basidiomicots (Basidiomycota) que inclou unes 1700 espècies agrupades en 70 gèneres. Normalment són paràsits de gramínies.

## Taxonomia
La classe dels ustilaginomicets inclou cinc ordres:
- Ordre Quasiramulariales
- Ordre Uleiellales
- Ordre Urocystidales
- Ordre Ustilaginales
- Ordre Violaceomycetales